# Delosperma nelii
Delosperma nelii är en isörtsväxtart som beskrevs av L. Bol.. Delosperma nelii ingår i släktet Delosperma, och familjen isörtsväxter. Inga underarter finns listade i Catalogue of Life.